# Lea Michele
Lea Michele Sarfati (New York, 29 augustus 1986), professioneel bekend als Lea Michele, is een Amerikaans actrice en zangeres. Ze won een Satellite Award en een Screen Actors Guild Award voor haar rol in de televisieserie Glee.

## Biografie
Michele werd geboren in The Bronx en groeide op in Tenafly in de staat New Jersey. Ze studeerde aan de Tisch School of the Arts van de New York University. Ze debuteerde als jeugdacteur in 1995 op Broadway in het stuk Les Misérables. Ze zette haar acteercarrière voort in het theater met onder meer rollen in Ragtime, Fiddler on the Roof en Spring Awakening. In een regionaal theater speelde ze de rol van Anne Frank in de Engelstalige versie van het theaterstuk Het Achterhuis.
In 2000 speelde ze een gastrol in de televisieserie Third Watch. In 2009 ging ze aan de slag in de Fox-serie Glee. Voor deze rol werd ze genomineerd voor een Teen Choice Award en een Golden Globe en won ze de Satellite Award voor beste actrice in 2009 en een Screen Actors Guild Award voor een ensemble in een komedieserie. In 2013 was ze te zien in Legends of Oz: Dorothy's Return, een film gebaseerd op het verhaal van De tovenaar van Oz. In 2014 kwam haar eerste album uit, op het album droeg Lea een lied aan haar overleden vriendje Cory Monteith op. Haar eerste boek is in mei 2014 verschenen, Brunette Ambition. Ondertussen is Lea druk bezig aan haar tweede album.

## Privéleven
Michele had sinds 2012 een relatie met de in 2013 overleden Glee-coacteur Cory Monteith.
Sinds de zomer van 2017 is Michele samen met Zandy Reich. In april 2018 verloofde het stel zich en op 9 maart 2019 trouwden ze. Ze hebben samen een zoon en een dochter.

## Discografie

### Albums
| Album met eventuele hitnotering(en) in de Nederlandse Album Top 100 | Datum van verschijnen | Datum van binnenkomst | Hoogste positie | Aantal weken | Opmerkingen |
| ------------------------------------------------------------------- | --------------------- | --------------------- | --------------- | ------------ | ----------- |
| Louder                                                              | 2014                  | 08-03-2014            | 15              | 1*           |             |
| Places                                                              | 2017                  |                       |                 |              |             |

| Album met hitnotering(en) in de Vlaamse Ultratop 200 albums | Datum van verschijnen | Datum van binnenkomst | Hoogste positie | Aantal weken | Opmerkingen |
| ----------------------------------------------------------- | --------------------- | --------------------- | --------------- | ------------ | ----------- |
| Louder                                                      | 2014                  | 08-03-2014            | 15              | 12           |             |

### Singles
| Single met hitnotering(en) in de Vlaamse Ultratop 50 | Datum van verschijnen | Datum van binnenkomst | Hoogste positie | Aantal weken | Opmerkingen |
| ---------------------------------------------------- | --------------------- | --------------------- | --------------- | ------------ | ----------- |
| Cannonball                                           | 2013                  | 14-12-2013            | tip7            | -            |             |
| On My Way                                            | 2014                  | 14-06-2014            | tip40           | -            |             |

- Biblioteca Nacional de España: XX5429731
- Bibliothèque nationale de France: cb16513793j (data)
- Gemeinsame Normdatei: 135996422
- International Standard Name Identifier: 0000 0001 2138 5059
- Library of Congress Control Number: n2004081258
- MusicBrainz: 6bb57027-e15a-40fe-974e-fa788711cb75
- Nationale Bibliotheek van Polen: a0000003163617
- Système universitaire de documentation: 176005226
- Virtual International Authority File: 70784596
- WorldCat: E39PBJwHfrHJMMfpYhk4PDY773